# Ken Tokura
Ken Tokura (Tokio, 16 juni 1986) is een Japans voetballer.

## Carrière
Ken Tokura speelde tussen 2005 en 2009 voor Kawasaki Frontale en Thespa Kusatsu. Hij tekende in 2010 bij Vissel Kobe.